# Ciutadans de Catalunya
|  | Aquest article tracta sobre l'associació. Vegeu-ne altres significats a «ciutadà català». |

L'associació Ciutadans de Catalunya és una plataforma cívica i cultural impulsada per un grup d'intel·lectuals catalans oposats al catalanisme, que consideraven que les posicions no catalanistes no estaven representades políticament a Catalunya.
Va donar origen al partit polític Ciutadans-Partit de la Ciutadania. L'associació va prendre el nom de Ciutadans de Catalunya a partir de la famosa frase de Josep Tarradellas "Ciutadans de Catalunya, ja sóc aquí", que va utilitzar en la seva primera intervenció pública després de tornar de l'exili per a referir-se a tots els ciutadans de Catalunya, més enllà del fet que fossin originaris de Catalunya o de fora.
Entre els seus fundadors hi havia quinze intel·lectuals i professionals locals (la majoria, periodistes, editors, articulistes o professors universitaris): l'escriptor Félix de Azúa, el dramaturg i actor Albert Boadella, el catedràtic de Dret Constitucional Francesc de Carreras i Serra, el periodista Arcadi Espada, l'escriptora Teresa Giménez Barbat, la poetessa i escriptora d'assaigs Ana Nuño, el professor d'Economia, Ètica i Ciències Socials Félix Ovejero, l'antropòleg Félix Pérez Romera, el periodista i professor de periodisme Xavier Pericay, l'escriptor i crític literari Ponç Puigdevall, el professor d'Economia i Empresa José Vicente Rodríguez Mora, el filòleg i professor universitari Ferran Toutain, l'escriptor Carlos Trías Sagnier, el periodista i poeta Iván Tubau i l'escriptor Horacio Vázquez-Rial. Presentaren el seu primer manifest ideològic, titulat «Per un nou partit polític a Catalunya», el 7 de juny de 2005. Un segon manifest es presentà el 4 de març de 2006 al Teatre Tívoli de Barcelona.
Convé no confondre l'associació Ciutadans de Catalunya amb el partit Ciutadans - Partit de la Ciutadania, encara que els noms siguin similars i el partit polític provingui d'aquesta associació.

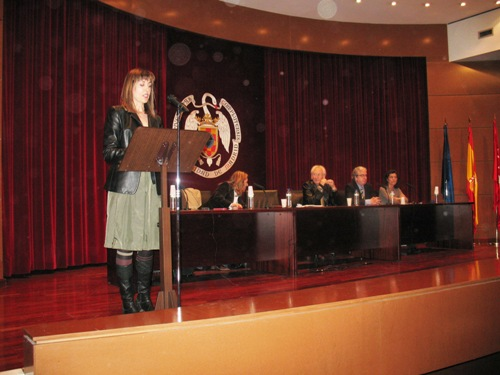
Teresa Giménez Barbat, presidenta de l'associació
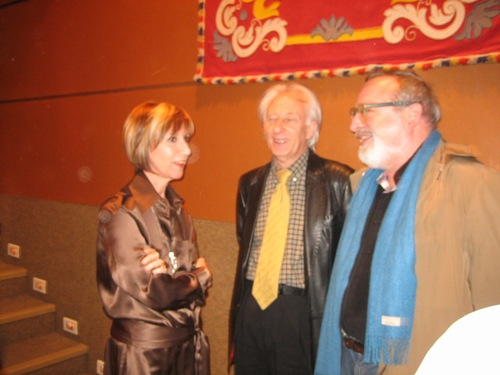
Rosa Díez i Fernando Savater amb Albert Boadella.